# Fakse (plaats)
Fakse is een plaats in de Deense regio Seeland, gemeente Fakse. De plaats telt 3943 inwoners (2008). Bij de gemeentelijke herindeling van 2007 werden de gemeenten Fakse, Haslev en Rønnede samengevoegd tot één nieuwe gemeente.
Faxe ligt op de westkant van een heuvel. Aan de oostkant van de heuvel ligt het grootste door de mens gemaakte gat in Denemarken, Faxe Kalkbrud. De kalkmijn is een grote open groeve waar je via een pad langs de jeugdherberg zo in kunt afdalen. De gewonnen kalk gaat per vrachtwagen naar Faxe Ladeplads (haven).
De groeve is vooral bekend om zijn koralen, bryozoa en om zijn fossiele krabben. Ook haaientanden zijn hier nog te vinden, de plek van de betere tanden is al helemaal afgegraven. De kalksteen uit deze groeve komt uit het Danien (onderdeel van het Paleogeen). Het is de enige plek in Europa waar je op een 63 miljoen jaar oud koraalrif loopt. Aan de rand van de groeve ligt het Geomuseum Faxe. In het museum zie je de ontstaansgeschiedenis van het koraalrif en de 900 jaar geschiedenis van het afgraven van de kalk.
Naast de kalkgroeve heeft Faxe nog twee grote werkgevers Haribo (snoep) en Faxe Bryggeri (bier en frisdrank). De brouwerij produceert o.a. Faxe bier.
Oud-voetballer Jesper Olsen, die onder meer voor Ajax Amsterdam speelde, is in Fakse geboren.
- Virtual International Authority File: 147821945